# Moojenodesmus polydesmoides
Moojenodesmus polydesmoides är en mångfotingart som beskrevs av Kraus 1960. Moojenodesmus polydesmoides ingår i släktet Moojenodesmus och familjen Fuhrmannodesmidae. Inga underarter finns listade i Catalogue of Life.